# Mike Inez

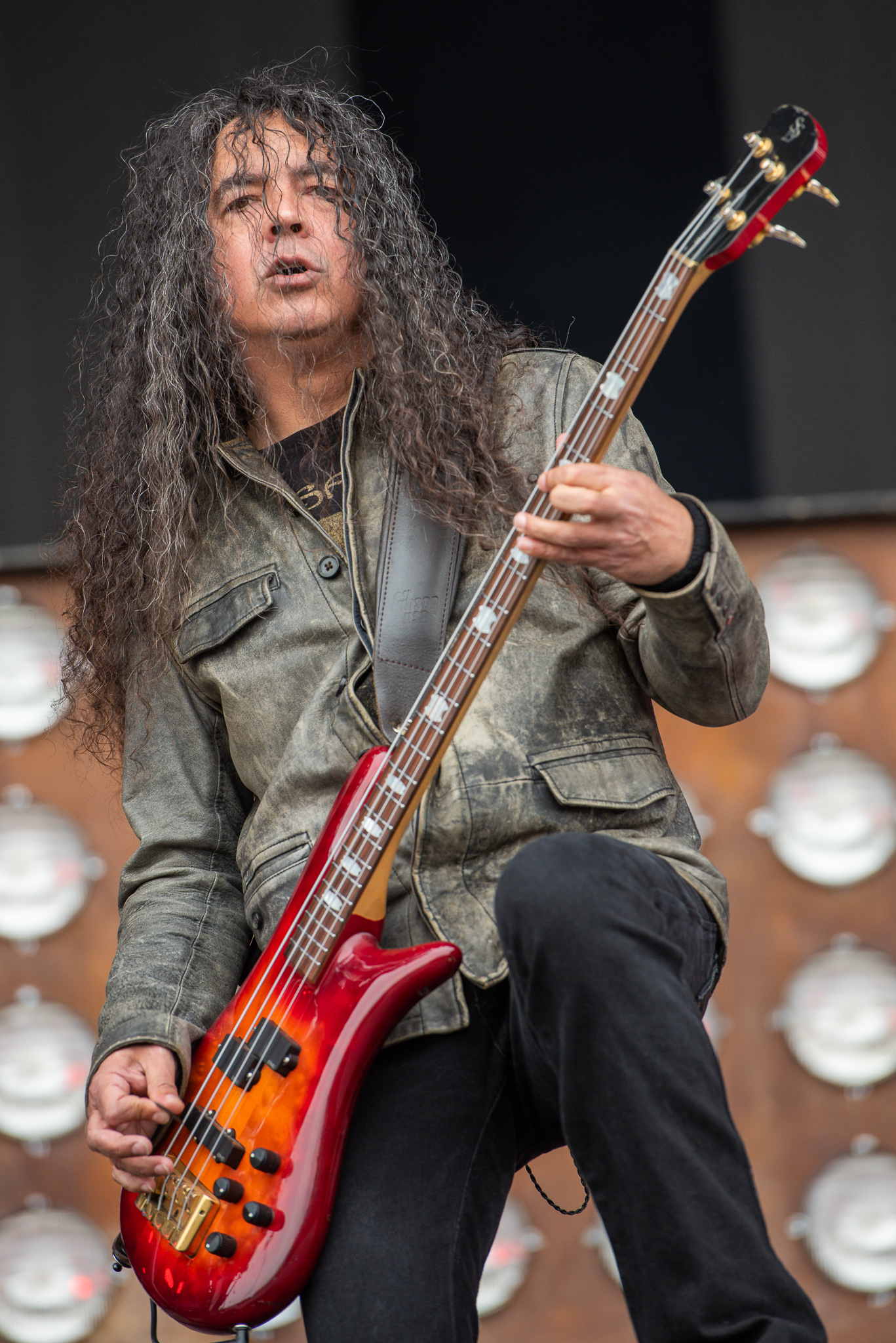
Mike Inez, 2019

Michael „Mike“ Inez (* 14. Mai 1966 in San Fernando, Kalifornien) ist ein US-amerikanischer Rockmusiker und Bassist der Bands Alice in Chains und Heart.

## Biografie
Als Jugendlicher begann Inez Gitarre und Saxophon zu spielen. Ende der 1980er Jahre begann er Bassgitarre zu spielen, da in den Bands, in denen er spielte, oft gerade die Position des Bassisten nicht besetzt war.
1990 suchte Ozzy Osbourne Musiker für seine Band und Inez wurde aus über 50 Musikern ausgewählt. Nach einer großen Welttournee war er am Album No More Tears beteiligt. 1993 erschien er noch auf dem Livealbum Live and Loud, ehe er die Band verließ und durch Robert Trujillo ersetzt wurde.
Im selben Jahr ersetzte Inez Mike Starr bei der Grungeband Alice in Chains. Deren Album Dirt war kurz zuvor erschienen und Inez ging mit auf Tour. Auf der 1994 erscheinenden EP Jar of Flies (die erste EP, die die Nummer eins der US-amerikanischen Charts erobere) spielte er zum ersten Mal für die Band Bassparts ein. Auch am selbstbetitelten 1995 erschienenen Album und dem Auftritt bei MTV Unplugged 1996 nahm Inez teil.
1995 war Inez als Bassist am Solodebüt des ehemaligen Guns-n’-Roses-Gitarristen Slash beteiligt, ging jedoch nicht auf die anschließende Tour mit. Nachdem Alice In Chains durch Drogenprobleme des Sängers Layne Staley ab Sommer 1996 stillgelegt war, unterstützte Inez weitere Projekte, so auch das Solo von AIC-Kollegen Jerry Cantrell oder die von Osbourne-Gitarrist Zakk Wylde gegründete Heavy-Metal-Band Black Label Society. Mit Sean Kinney, Chris DeGarmo (Queensrÿche) und Vin (Sponge) gründete er Spys 4 Darwin, die eine EP aufnahm und durch die USA tourte.
2002 wurde Inez Bassist bei Heart und war einer der engsten Kandidaten, Jason Newsted bei Metallica zu ersetzen. Diese entschieden sich jedoch für Inez Nachfolger bei Ozzy Osbourne, Robert Trujillo. Dafür ersetzte er diesen kurzzeitig bei Black Label Society, für die er beim Longplayer Hangover Music Vol. VI. bei einigen Liedern mitspielte.
2005 initiierte Inez die Wiedervereinigung von Alice In Chains zunächst für ein Konzert zur Unterstützung der Opfer des Tsunamis in Asien. Man entschloss sich jedoch länger zusammenzuarbeiten und ging im Sommer 2006 auf Welttournee mit verschiedenen Gastsängern, die den verstorbenen Sänger Layne Staley ersetzten. 2009 erschien dann das neue Album Black Gives Way To Blue, 2013 folgte The Devil Put Dinosaurs Here.
Inez war 2006 Gastmusiker auf Motörheads Kiss of Death-Album.